# Torshamns byråds barnkulturpris
Torshamns byråds barnkulturpris (färöiska Barnamentanarheiðursløn Tórshavnar býráðs) är ett färöiskt kulturpris för barn- och ungdomsböcker och kultur.

## Pristagare
- 1976 Bárður Jákupsson[1]
- 1976 Steinbjørn B. Jacobsen
- 1977 Sigurð Joensen för böckerna Gráa dunna, Kálvamuan, Lambamæið
- 1978 Marianna Debes Dahl för böckerna Burtur á heiði
- 1979 Andreas Andreasen
- 1979 Óli Dahl
- 1980 Heðin Brú
- 1980 Elinborg Lützen
- 1981 Martin Næs och Martin Joensen (färöisk sångere)
- 1982 Christian Høj
- 1982 Petur Andreassen
- 1983 Alexandur Kristiansen
- 1983 Guðrun Gaard
- 1984 William Heinesen
- 1984 Elin Súsanna Jacobsen
- 1984 Ebba Hentze
- 1985 Steinbjørn B. Jacobsen (Hønan og hani och Hin snjóhvíti kettlingurin)
- 1985 Marius Johannesen
- 1986 Nýlendi
- 1986 Dropin
- 1987 Pauli Nielsen
- 1988 Oddvør Johansen (Skip í Eygsjón)
- 1989 Jákup Berg
- 1989 Óli Petersen
- 1990 Elin Mortensen
- 1990 Olivur við Neyst
- 1991 Heini Hestoy
- 1991 Bjørg Matras Jensen
- 1992 Ingen prisutdelning
- 1993 Dansifelagið í Havn (färöisk kvaddansförening med Sonja Danielsen och Tórhild Justinussen)
- 1993 Jóhannus á Rógvu Joensen
- 1994 Niels Jákup Thomsen
- 1994 Ella Smith Clementsen
- 1995 Edward Fuglø, konstnär
- 1996 Amy Tausen
- 1996 Rakel Helmsdal för boken Tey kalla meg bara Hugo.[2]
- 1997 Gríma (Færøsk teatergruppe)
- 1998 Knút Olsen
- 1998 Lydia Didriksen
- 1999 Eli Smith
- 2000 Effie Campbell
- 2001 Maud Heinesen
- 2002 Sólrún Michelsen
- 2003 Alexandur Kristiansen
- 2004 Ingen prisutdelning
- 2005 Grafik Studio med Ingi Joensen
- 2005 Theodor Hansen
- 2006 Steintór Rasmussen
- 2007 Bárður Oskarsson[3]
- 2008 Hanni Bjartalíð
- 2008 Marjun Syderbø Kjelnæs
- 2009 Búi Dam
- 2009 Dánjal á Neystabø
- 2010 Janus á Húsagarði för böckerna om Mosamolis och Mosalisa.
- 2010 Jensina Olsen för sina insatser i arbetet med barn genom sin musik och teater.[4]
- 2011 Føroya Symfoniorkestur[5]
- 2012 Hjørdis Johansen, bland annat för hennes arbete med drama workshop för barn.
- 2013 Hilmar Joensen
- 2013 Rakel Helmsdal[6]
- 2014 Elin á Rógvi
- 2015 Ingen prisutdelning
- 2016 Joan Sørinardóttir för boken Hvannpoppkorn og summardáafruktsalat
- 2016 Beinta Johannesen (Bókadeild Føroya Lærarafelags)
- 2017 Hjálmar Dam och Hanna Flóvinsdóttir
- 2018 Vár Berghamar Jacobsen[7]
- 2019 Bergur Rasmussen
- 2020 Marjun Syderbø Kjelnæs och Rakel Helmsdal[8]